# Église Saint-Sulpice de Maisoncelles-en-Brie
L'église Saint-Sulpice est une église située à Maisoncelles-en-Brie, en Seine-et-Marne, France.

## Description
L'église Saint-Sulpice s'élève au centre de Maisoncelles-en-Brie, une commune rurale du centre de la Seine-et-Marne.
L'église est dédiée à Sulpice le Pieux.

## Historique
Le chœur est construit au début du XIIIe siècle, le portail au XVIe siècle. À la suite de l'effondrement partiel de ses voûtes, la nef est reconstruite à la fin du XVIIe siècle. Le clocher est reconstruit en 1890.
L'église est inscrite le 21 novembre 2018 au label « Patrimoine d'intérêt régional », étant représentative des églises rurales médiévales d'Île-de-France.

## Patrimoine mobilier
L'église comporte un ensemble mobilier protégé au titre des monuments historiques :
- Autel et tabernacle[2]
- Chemin de croix, 4e station[3]
- Confessionnal[4]
- Dalle funéraire de Claude Charles Guichard[5]
- Fonts baptismaux[6]
- Retable et deux bas-reliefs représentant des scènes de la naissance et de la vie du Christ[7] ; ces bas-reliefs ont été prêtés au musée du Louvre en 2009, lors de l'exposition « Les premiers retables (XII - début du XVe siècle) une mise en scène du sacré »[8],[7]
- Retable du maître-autel[9]
- Statues :
  - Christ en croix[10]
  - Saint Jean[10]
  - Saint Jean (possiblement)[11]
  - Saint Sébastien[12]
  - Vierge[10]
- Tabernacle[13]